# Vuelo 32 de Qantas
El vuelo 32 de Qantas fue un vuelo de pasajeros de la aerolínea australiana Qantas que sufrió un fallo del motor el 4 de noviembre de 2010 y realizó un aterrizaje de emergencia en el Aeropuerto Internacional Changi de Singapur, sin víctimas. La habilidad de los pilotos en tomar las acciones en forma rápida y acertada condujo a que no se transformara en una tragedia.
El incidente fue el primero de su tipo para el Airbus A380, el avión de pasajeros más grande del mundo. En la inspección se encontró que el motor N.° 2 del avión (en el puerto más cercano lateral del fuselaje), un Rolls-Royce Trent 900, tenía un disco de turbina que faltaba y otro dilatado por el calor producido por el aceite vertido desde un caño roto debido a defectos en su fabricación. El disco se calentó hasta explotar, produciendo daños graves en la góndola, el ala, el sistema de combustible, el tren de aterrizaje, los mandos de vuelo, los controles para el motor N.º 1 y un fuego desapercibido en el tanque de combustible del ala interior izquierda que posteriormente se autoextinguió.
En el momento del accidente un total de 39 aviones Airbus A380 estaban operando con 5 aerolíneas —Air France, Emirates, Lufthansa, Singapore Airlines y Qantas—. El accidente llevó a la puesta a tierra temporal del resto de la flota de Airbus A380 de Qantas. También condujo a encallamientos, inspecciones y sustitución de motores Rolls-Royce Trent 900 en otros Airbus A380 propulsados en servicio con Lufthansa y Singapore Airlines, pero no en las flotas de Airbus A380 de Air France o Emirates, que son alimentados por motores Engine Alliance.
La falla generó más de 80 alertas ECAM, cuyo tratamiento tomó más de una hora.

## Rotura primaria

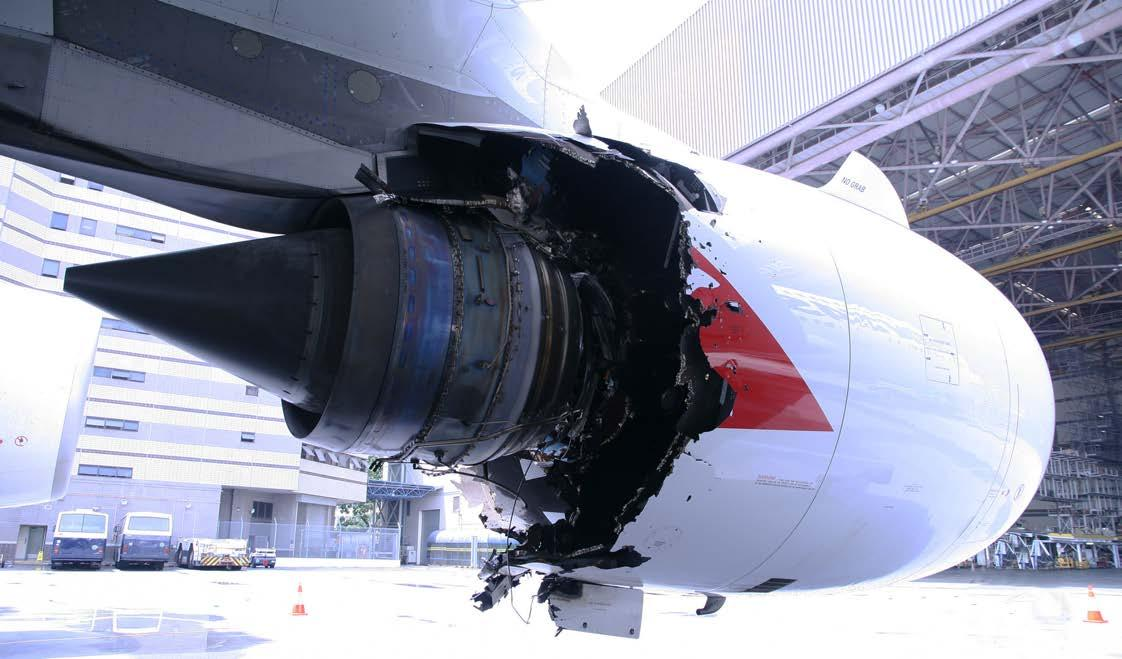
El motor interno izquierdo del A380 que muestra los efectos de la falla.

El número de cola de la aeronave era VH-OQA, el «Nancy-Bird Walton», el primer Airbus A380 de Qantas. El fallo se produjo sobre Batam, Indonesia. El vuelo 32 viajaba desde el Aeropuerto de Londres-Heathrow al Aeropuerto Internacional Kingsford Smith, a 4 minutos después de despegar de Aeropuerto Internacional Changi para el segundo tramo del vuelo. Después de esperar para determinar el estado de la aeronave, el avión regresó a Aeropuerto Internacional Changi casi 2 horas después del despegue. No hubo lesionados; escombros del accidente (partes de la góndola) cayeron sobre Batam, Indonesia.

## Causas
Después de desmontado el motor, técnicos de la Rolls Royce se abocaron al estudio de sus restos. Se encontró que un disco de turbina estaba excesivamente dilatado por exposición al calor extremo. Aparentemente la turbina se sobrerevolucionó más allá de lo tolerable. Finalmente se encontró que un tubo de 1 pulgada de diámetro que conducía aceite se había roto y derramado lubricante sobre la turbina recalentada, incendiándola. El tubo tenía paredes interiores defectuosas y débiles, lo que provocó su rotura y el derrame. En total se reemplazaron 39 turbinas RR Rolls-Royce Trent 900 que presentaban el tubo defectuoso.

## Dramatización
Este accidente fue presentado en la decimotercera temporada de la serie Mayday: catástrofes aéreas, en el episodio titulado «El Titanic del aire» en Hispanoamérica y «Qantas 32: un Titanic del aire» en España.